# Cepheuptychia glaucina
Espèce
Cepheuptychia glaucina est une espèce de papillons de la famille des Nymphalidae et de la sous-famille des Satyrinae et du genre Cepheuptychia.

## Dénomination
Cepheuptychia glaucina a été décrit par Henry Walter Bates en 1865 sous le nom d' Euptychia glaucina.

### Noms vernaculaires
Cepheuptychia glaucina se nomme Dirty-blue Satyr en anglais.

## Description
Cepheuptychia glaucina est un papillon qui présente un dimorphisme sexuel chez la femelle le dessus est beige nacré, chez le mâle le dessus de l'aile antérieure est beige nacré, celui de l'aile postérieure est bleu clair nacré. 
Le revers est bleu finement rayé de cinq lignes marron. Il est orné d'un ocelle noir cerclé de jaune et pupillé à l'apex des ailes antérieures et aux ailes postérieures de deux à l'apex et de deux proches de l'angle anal.

## Écologie et distribution
Cepheuptychia glaucina est présent au Mexique, au Guatemala, en Bolivie.

### Protection
Pas de statut de protection particulier